# Baby Boy (trilha sonora)
| Críticas profissionais | Críticas profissionais |
| Avaliações da crítica  | Avaliações da crítica  |
| Fonte                  | Avaliação              |
| ---------------------- | ---------------------- |
| allmusic               | [ 1 ]                  |

"Baby Boy: Music From the Motion Picture" é a trilha sonora do filme estadunidense Baby Boy, a trilha sonora foi lançado pela Universal Records em 19 de junho de 2001.

## Alinhamento de faixas
1. "The Womb" (Intro)
2. "Just a Baby Boy" - Snoop Dogg feat. Tyrese & Mr. Tan
3. "Just a Man" - Raphael Saadiq feat. Devin the Dude
4. "Focus" (Interlude)
5. "Baby Mama" - Three 6 Mafia feat. La Chat
6. "Talk S*** 2 Ya" - D'Angelo feat. Marlon C
7. "I'd Rather Be with You" - Bootsy Collins
8. "You" - Felicia Adams
9. "Jody Meets Rodney" (Interlude)
10. "Crip Hop" - Tha Eastsidaz feat. Snoop Dogg
11. "Thatshowegetdown" - B.G. feat. Baby & LAC
12. "Guns & Butter" (Interlude)
13. "We Keep It G" - Lost Angels
14. "Eat Sleep Think" - Connie McKendrick
15. "Just to Keep You Satisfied" - Marvin Gaye
16. "I Hate You" (Interlude)
17. "Love & War" - Anthony Hamilton feat. Macy Gray
18. "Straight F***ing" - The Transitions feat. Gator
19. "Baby Boy" - Felicia Adams

## Desempenho nas paradas
| Paradas (2001)                          | Melhor posição |
| --------------------------------------- | -------------- |
| Estados Unidos (Billboard 200)          | 41             |
| Estados Unidos (Top R&B/Hip-Hop Albums) | 12             |
| Estados Unidos (Top Soundtracks)        | 5              |